# Aubertisen
Das Aubertisen (norwegisch) ist ein 27 km langes und vergletschertes Gebiet im ostantarktischen Königin-Maud-Land. In der Heimefrontfjella liegt es zwischen der Milorgfjella und der Sivorgfjella.
Norwegische Wissenschaftler benannten es nach Kristian Aubert (1909–1942), einem Widerstandskämpfer gegen die deutsche Besetzung Norwegens im Zweiten Weltkrieg.